# 安藤周人
安藤 周人（あんどう しゅうと　1994年6月13日 - ）は、三重県出身のバスケットボール選手である。ポジションはシューティングガード。アルバルク東京所属。

## 人物
三重県四日市市出身で、内部ミニバスケットボール少年団でバスケットボールを始め、その後、四日市市立内部中学校を経て、強豪の四日市工業高校に進学。レバンガ北海道の桜井良太ら名選手を多く輩出した四日市工業高校では1年時からベンチ入りし、出場こそなかったが2010年のインターハイで初めての全国大会を経験。2年時の2011年にはスタメンの座を勝ち取り、全国デビューとなったインターハイ1回戦で3Pシュート6本成功の26得点、2回戦では桜丘高校に敗れたが35得点の大暴れだった。ウインターカップでも同じく2回戦まで進出している。3年時には不動のエースとしての地位を確立。インターハイ、ウインターカップと初戦で敗れたものの、身体能力の高さと万能性を買われてU18の日本代表候補にも選出された。
高校卒業後の2012年に関東1部の青山学院大学に進学。18日本代表合宿時に当時・青山学院大学のヘッドコーチだった長谷川健志と出会ったことが進学のきっかけとなった。進学後、ヘッドコーチが廣瀬昌也に交代し、安藤は本格的に3Pシューターとしての才能を見い出されていく。高校時代はリバウンドなども強いマルチフォワードだったが、大学4年間でシューティングガードにコンバートし、ピュアシューターと呼べるまでに成長。大学3年時の2014年には関東大学リーグ戦で3ポイント王を獲得。大学4年時にはチームのエースとして活躍し、関東大学リーグ戦では合計317得点。専修大学のアブ・フィリップが残した397得点に次ぐ全体2位の好成績を残した。
大学卒業直前の2017年1月にはBリーグ1部の名古屋ダイヤモンドドルフィンズと選手契約を締結。同1月18日の滋賀レイクスターズ戦でプロデビューするとシーズン後半からはスタメンに定着した。また、同年にはユニバーシアード日本代表にも選出された。
プロ3年目の2018-19シーズン、2019年12月25日の琉球ゴールデンキングス戦でキャリアハイの35得点（3Pシュート7本成功）をマーク。これは金丸晃輔（当時シーホース三河／現佐賀バルーナーズ）の17.9得点、川村卓也（当時横浜ビー・コルセアーズ／現新潟アルビレックスBB）の15.6得点に次ぐ、日本人3位の平均得点だった。その活躍が認められ、2019年にはFIBAワールドカップ中国大会の日本代表に選出された。
2021年にはアルバルク東京に移籍。主にスタメンとして活躍し、得意の3Pシュートやフィジカルを生かしたドライブなどでマルチに活動している。
プレースタイル
高校まではインサイドもアウトサイドもこなすマルチなフォワードを務め、190cmの長身を生かしたリバウンドでも成果をあげる。主にスモールフォワードで起用されていた。青山学院大学でシューティングガードのポジションアップし、プロではシューターとしての役割を与えられることが多い。2021-22シーズン時点でのキャリアハイのシーズンである2018-19シーズンには3P成功率40.8%の高確率をマークしている。ただ、本人は「アシストやリバウンドなどの部分でも貢献度を上げていきたい」と、持ち味のシュート力と得点力を残しつつ、よりオールラウンドなプレーヤーになることを目標としている。

## 来歴
四日市工業高校から青山学院大学に進学。
大学途中で、名古屋ダイヤモンドドルフィンズに入団。ユニバーシアード日本代表にも選ばれている。
2019年、FIBAワールドカップ中国大会の日本代表に選出された。
2021年オフ、アルバルク東京に移籍。

## 記録
レギュラーシーズン
| シーズン        | チーム | GP | GS | MPG  | FG%  | 3P%  | FT%  | RPG | APG | SPG  | BPG   | TO   | PPG  |
| --------------- | ------ | -- | -- | ---- | ---- | ---- | ---- | --- | --- | ---- | ----- | ---- | ---- |
| Bリーグ 2016-17 | 名古屋 | 21 | 8  | 12.1 | .301 | .239 | 0.8  | 1.3 | 0.8 | .285 | 0     | .142 | 3.5  |
| Bリーグ 2017-18 | 名古屋 | 56 | 32 | 24   | .408 | .363 | .763 | 2.6 | 1.7 | .41  | 0.125 | .892 | 8    |
| Bリーグ 2018-19 | 名古屋 | 60 | 60 | 29.7 | .453 | .408 | .853 | 2.3 | 2.7 | 0.6  | 0.1   | 1.4  | 14.6 |
| Bリーグ 2019-20 | 名古屋 | 39 | 39 | 27.2 | .41  | .332 | .694 | 2.1 | 2.5 | 0.8  | 0     | 1.6  | 11.6 |
| Bリーグ 2020-21 | 名古屋 | 51 | 42 | 25.3 | .427 | .359 | .821 | 2.3 | 2   | 0.8  | 0.2   | 1.2  | 8.9  |

ポストシーズン
| シーズン        | チーム | GP | GS | MPG  | FG%  | 3P%  | FT% | RPG | APG | SPG | BPG | TO  | PPG |
| --------------- | ------ | -- | -- | ---- | ---- | ---- | --- | --- | --- | --- | --- | --- | --- |
| Bリーグ 2017-18 | 名古屋 | 3  | 3  | 21.1 | .385 | .667 | 0   | 2.7 | 0.3 | 0   | 0   | 0   | 4.7 |
| Bリーグ 2018-19 | 名古屋 | 3  | 3  | 31.5 | .314 | .077 | 1   | 1.3 | 2   | 0.6 | 0   | 0.6 | 9   |